# Kaga-Bandoro
Kaga-Bandoro este un oraș din Republica Centrafricană.